# Дорін Кіртоаке
Дорін Кіртоаке (рум. Dorin Chirtoacă; 9 серпня 1978, Кишинів) — молдавський політик.

## Біографія
Його матір Валентина — рідна сестра Георгія Гімпу і Міхая Гімпу. У старших класах школи він навчався у Ясах і 2001 року закінчив Бухарестський університет і Французько-Румунський юридичний коледж в Бухаресті (спеціальність «Європейське право»). У 2001—2003 рр. Кіртоаке працював у телешоу на TVR1, що називалося Surprize. Потім він працював у Гельсинському комітеті з прав людини у Молдові (2003—2005).
Дорін Кіртоаке був віцепрезидентом Ліберальної партії Молдови з травня 2005 року. Позаяк вибори примара Кишинева 2005 року були визнані недійсними у зв'язку з низькою явкою, він став примаром 2007 року. Він переміг свого опонента від компартії на місцевих виборах 2007 року, де антикомуністична коаліція здобула переконливу перемогу. Він вважався найвагомішим опонентом комуністів на парламентських виборах квітня 2009 року і парламентських виборах липня 2009 року.
Кіртоаке виграв перевибори примара Кишинева у червні 2011 року, перемігши з невеличкою перевагою кандидата від компартії Ігора Додона. Він здобув 50,6 % проти 49,4 % у Додона.
У 2015 році Кіртоаке знову переобрався з 53,54 % голосів виборців у другому турі виборів примара Кишинева, обійшовши представницю Партії соціалістів Зінаїду Гречану, яка набрала 46,46 % голосів.

## Участь у виборах примара Кишинева

### 2005 рік
10 липня 2005 року взяв участь у виборах примара Кишинева, отримав 7,13 % голосів (третє місце). Другий тур виборів не відбувся через недостатню явку виборців.
27 листопада 2005 року в першому турі нових виборів примара Кишинева посів друге місце (25,14 % голосів).
11 грудня 2005 року в другому турі виборів посів друге місце (35,62 % голосів; ці вибори також були визнані недійсними через недостатню явку виборців).

### 2007 рік
3 червня 2007 року в першому турі виборів примара Кишинева посів друге місце (24,33 % голосів).
17 червня 2007 року у другому турі виборів обрано примарем Кишинева (61,17 % голосів). Участь в голосуванні взяли 36,26 % виборців. У своїй програмі на виборах 2007 року, зокрема, виступив за гарантії прозорості діяльності місцевої громадської адміністрації, розвиток партнерства з громадянським суспільством, впровадження системи електронного управління (E-Кишинеу), установа служби «одного вікна» (для прийому заяв від фізичних та юридичних осіб і видачі документів), проведення деполітизованих і прозорих конкурсів при працевлаштуванні, просування молоді, в тому числі і на керівні пости.

### 2011 рік
5 червня 2011 року в першому турі виборів примара Кишинева посів друге місце (46,51 % голосів).
19 червня 2011 року у другому турі виборів переобраний примарем Кишинева, набравши 50,60 % голосів.

### 2015 рік
У 2015 році Кіртоаке взяв участь в чергових виборах примара Кишинева. У першому турі виборів, що відбувся 14 червня, він посів перше місце з 37,52 % голосів. Друге місце зайняла Зінаїда Гречана, яка набрала 35,68 % голосів.
28 червня відбувся другий тур виборів. Кіртоаке втретє був обраний на пост примара, набравши 53,54 % голосів і випередивши Зінаїду Гречану з 46,46 %.